# Бередниково (Бокситогорский район)
Бередниково — деревня в Большедворском сельском поселении Бокситогорского района Ленинградской области.

## История
Название прошло от фамилии Бередниковых. Владельцем усадьбы был археограф, академик Я. И. Бередников.

БЕРЕДНИКОВО — деревня Бередниковского общества, прихода Озерского погоста. Река Тихвинка.

Крестьянских дворов — 8. Строений — 14, в том числе жилых — 9. Жители занимаются рубкой, возкой и сплавом леса.

Число жителей по семейным спискам 1879 г.: 26 м. п., 22 ж. п.; по приходским сведениям 1879 г.: 27 м. п., 26 ж. п.

В конце XIX века — начале XX века деревня административно относилась к Деревской волости 5-го земского участка 3-го стана Тихвинского уезда Новгородской губернии.

БЕРЕДНИКОВО — деревня Бередниковского общества, дворов — 17, жилых домов — 23, число жителей: 52 м. п., 34 ж. п.

Занятия жителей — земледелие. Река Тихвинка и колодец. Мелочная лавка, частная школа. (1910 год)

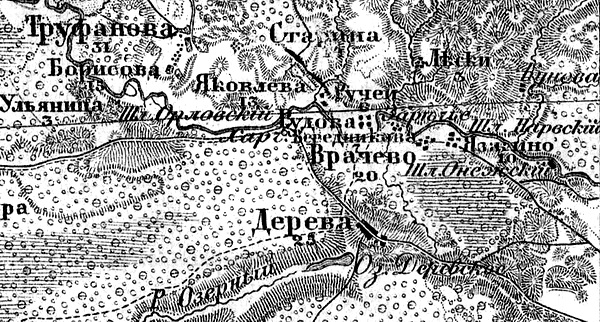
Деревня Бередниково на карте 1913 года

Согласно карте Новгородской губернии 1913 года деревня называлась Бередникова.
По данным 1933 года деревня называлась Передниково и входила в состав Труфановского сельсовета Ефимовского района.
По данным 1966 и 1973 годов деревня Бередниково входила в состав Труфановского сельсовета Бокситогорского района.
По данным 1990 года деревня Бередниково входила в состав Большедворского сельсовета.
В 1997 году в деревне Бередниково Большедворской волости проживали 14 человек, в 2002 году — 9 человек (все русские).
В 2007 году в деревне Бередниково Большедворского СП проживали 7 человек, в 2010 году — 10.

## География
Деревня расположена в северо-западной части района к северу от автодороги 41К-035 (Большой Двор — Самойлово).
Расстояние до административного центра поселения — 27 км.
Расстояние до ближайшей железнодорожной станции Большой Двор — 27 км.
Деревня находится на правом берегу реки Тихвинка.

## Демография
| 1997 | 2002 | 2007 | 2010 | 2017 |
| ---- | ---- | ---- | ---- | ---- |
| 14   | ↘9   | ↘8   | ↗10  | ↘5   |